# 滋賀県道134号上馬杉野尻線
滋賀県道134号上馬杉野尻線（しがけんどう134ごう かみますぎのじりせん）は、滋賀県甲賀市を通る一般県道である。

## 概要
甲賀市甲南町上馬杉から甲賀市甲南町野尻に至る。

### 路線データ
- 起点：甲賀市甲南町上馬杉（滋賀県道135号上馬杉上野線・甲賀市道上馬杉手力線起点）
- 終点：甲賀市甲南町野尻（野尻交差点、滋賀県道・三重県道4号草津伊賀線交点、滋賀県道123号水口甲南線終点）
- 総延長：5.8 km

## 歴史
- 1958年（昭和33年）7月26日 - 滋賀県告示第291号により上馬杉寺庄線として認定[1]。
- 1967年（昭和42年）7月31日 - 上馬杉野尻線に変更。

## 路線状況

### 重複区間
- 滋賀県道・三重県道775号甲賀阿山線（甲賀市甲南町野川・野川南交差点 - 甲賀市甲南町野川）

## 地理

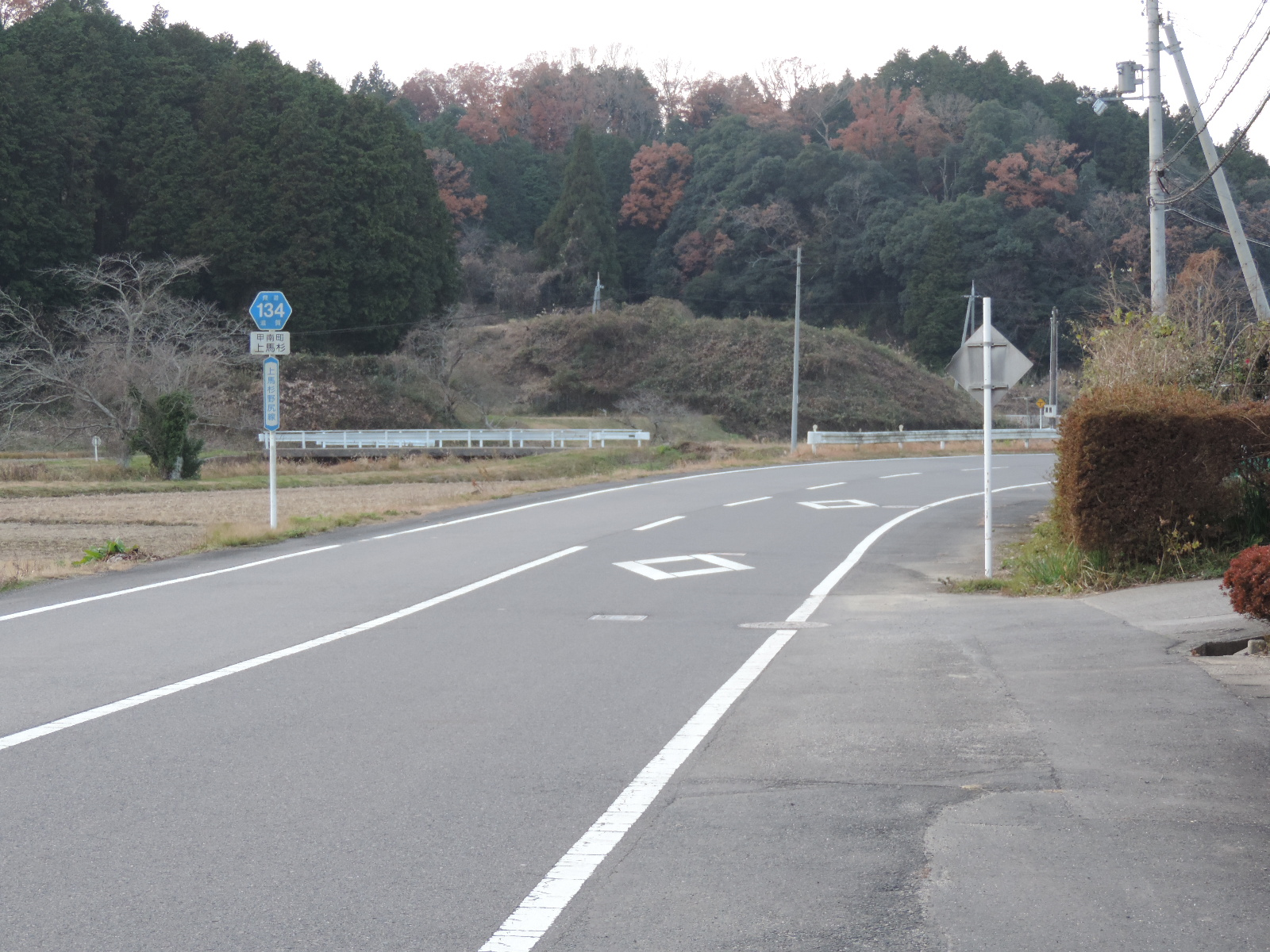
起点付近（2017年撮影）

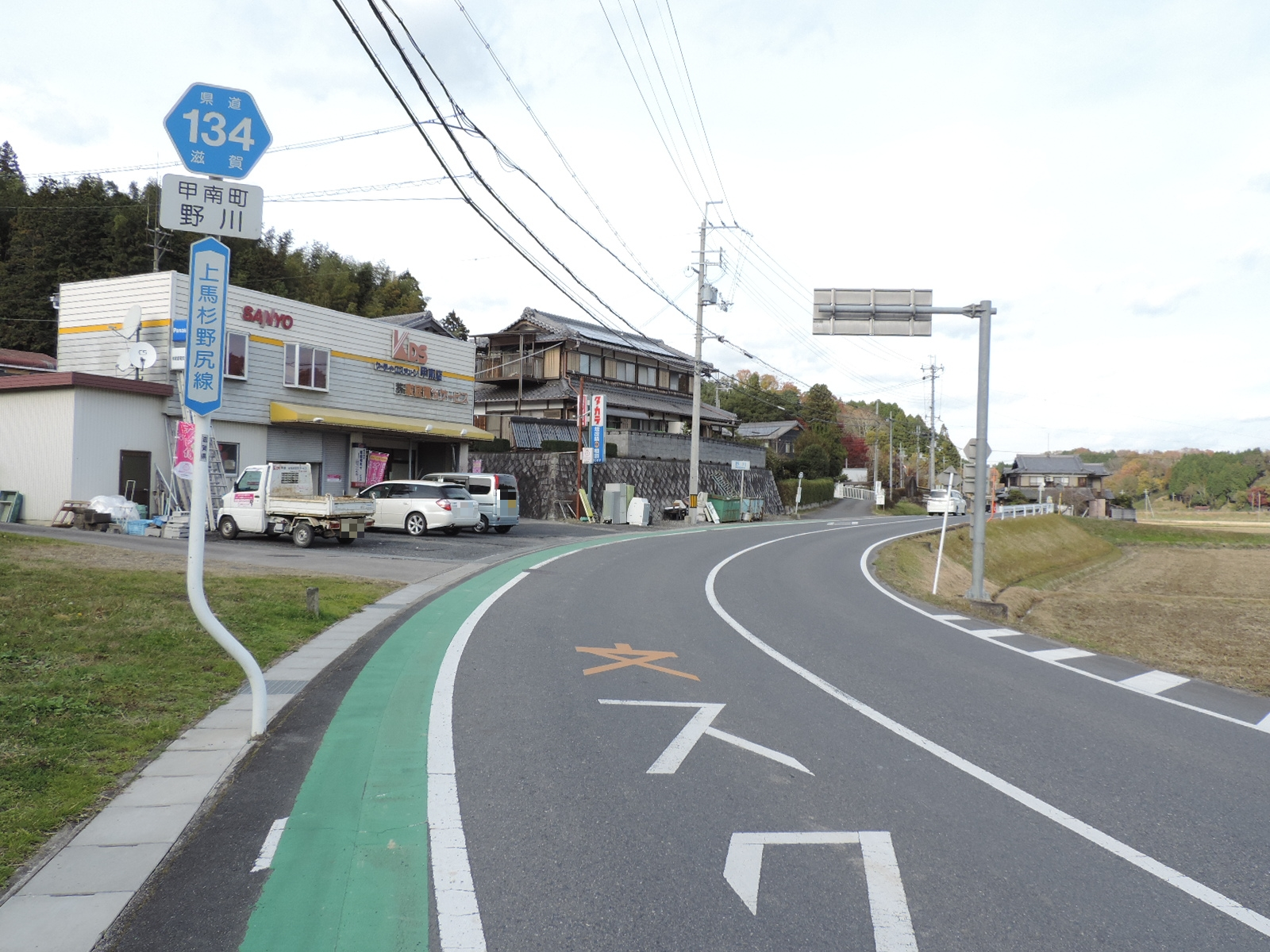
甲賀市甲南町野川（2017年撮影）

### 通過する自治体
- 滋賀県
  - 甲賀市

### 交差する道路
| 交差する道路                                            | 交差する場所 | 交差する場所      |
| ------------------------------------------------------- | ------------ | ----------------- |
| 滋賀県道135号上馬杉上野線 甲賀市道上馬杉手力線          | 甲南町上馬杉 | 起点              |
| 滋賀県道・三重県道775号甲賀阿山線 重複区間起点          | 甲南町野川   | 野川南交差点      |
| 滋賀県道・三重県道775号甲賀阿山線 重複区間終点          | 甲南町野川   |                   |
| 滋賀県道337号柑子塩野線 / バイパス                      | 甲南町野尻   |                   |
| 滋賀県道・三重県道4号草津伊賀線 滋賀県道123号水口甲南線 | 甲南町野尻   | 野尻交差点 / 終点 |

### 沿線
- 甲南診療所
- 甲賀市立甲南第三小学校
- 日吉神社
- センチュリーシガゴルフクラブゴルフコース
- ユニプラス
- 近畿研磨材工業
- 金方堂松本工業 滋賀工場
- 甲賀市立甲南南保育園
- 養福寺